# NGC 7783C
NGC 7783C في الفهرس العام الجديد، هي مجرة، تقع في كوكبة الحوت. اكتشفت بواسطة ألبرت مارث.

## روابط خارجية
- NGC 7783C على موقع ويكي سكاي: DSS2, SDSS, GALEX, IRAS, Hydrogen α, X-Ray, Astrophoto, Sky Map, Articles and images